# Статева стерилізація
Стате́ва стериліза́ція (від лат. sterilis — безплідний) — знепліднення, позбавлення людини або тварини здатності до розмноження.

## Види
За механізмом, існують основні три методи статевої стерилізації:
- хірургічні
- медикаментозні (гормональні препарати, сперміциди, бар'єрна контрацепція)
- радіаційні

За незворотністю змін:
- повна (незворотня) — статеві клітини неможливо буде отримати
- часткова (неповна) — статеві клітини можливо отримати при виконанні певних медичних маніпуляцій чи втручань

Методи хірургічної стерилізації:
- вазектомія (у чоловіків)
- «трубна оклюзія» (у жінок) — оклюзія фаллопієвих труб
- орхіектомія (у чоловіків), оваріоектомія (у жінок) — примусово виконання цих втручань називають кастрація, у ветеринарії теж
- гістеректомія (у жінок) це видалення матки

## Примусова стерилізація
Стерилізація може бути добровільною або примусовою (насильницькою). Примусова стерилізація людей розглядається Міжнародним кримінальним судом як злочин проти людяності.
Відповідно до закону КНР про контрацепцію, проводити насильницькі операції зі стерилізації заборонено, проте періодично надходять повідомлення про те, що місцеві чиновники проводять цю процедуру саме насильницьким способом.
Подібні повідомлення надходять і з Узбекистану.
Стерилізація людини використовувалася в деяких країнах (наприклад, в нацистській Німеччині) як один з інструментів негативної євгеніки.
Масові злочини вчинені проти репродуктивної свободи корінних американок шляхом примусової чи таємної стерилізації.